# Vlag van Biafra

Vlag van Biafra

De vlag van Biafra was een horizontale driekleur in de kleuren rood (boven), zwart en groen. In het midden van de zwarte baan staat een opkomende goudkleurige zon, die afkomstig is uit het wapen van de voormalige provincie Oost-Nigeria.
Biafra verklaarde zich op 30 mei 1967 onafhankelijk van Nigeria. Na ingrijpen van het Nigeriaanse leger (zie Biafra-oorlog), werd het gebied in 1970 weer bij Nigeria gevoegd. De vlag is sindsdien niet meer in gebruik.
Biafra · Goosen · Graaff-Reinet · Britse Kaapkolonie · Katanga · Klein Vrystaat · Republiek Kliprivier · Republiek Lydenburg · Natal · Republiek Natalia · Nieuwe Republiek · Oranje Vrijstaat · Oranjerivierkolonie · Oost-Griekwaland · Ottomaanse Rijk · Rif-Republiek · Republiek Stellaland · Swellendam · Tanganyika · Transvaalkolonie · Republiek Utrecht · Verenigde Staten van Stellaland · Zaïre · Zuid-Afrikaansche Republiek · Zuid-Afrika (1928-1994) · Mijnstaat Zuid-Kasaï